# The Freesound Project
The Freesound Project is een website met een grote collectie aan audio-opnames. Klanken welke door de gebruikers worden geüpload naar de website omvatten een groot scala aan onderwerpen, variërend van veld-opnames tot gesynthetiseerde geluidseffecten.
Alle audio-content binnen de collectie valt onder licenties, en kan geografisch worden getagged om vervolgens doorzocht te kunnen worden op  folksonomische gronden.
Dit zijn de toegepaste licenties:
- Attribution 3.0 Unported
- Attribution-NonCommercial 3.0 Unported
- Public Domain Dedication
- Sampling Plus 1.0